# أحمد اليماني
أحمد حسين اليماني (أبو ماهر؛ 24 سبتمبر 1924 - 4 يناير 2011) ، قائد وطني وقومي فلسطيني، وقيادي ومؤسس في الجبهة الشعبية لتحرير فلسطين وحركة القوميين العرب. كان اليماني ممثل الجبهة الشعبية لتحرير فلسطين في اللجنة التنفيذية لمنظمة التحرير الفلسطينية ومن رواد ومؤسسي الحركة العمالية في فلسطين، كما يعتبر أحد مؤسسي المؤتمر القومي العربي والمؤتمر القومي الإسلامي، وبقي يشغل عضوية المكتب السياسي للجبهة الشعبية حتى تنحى عن المواقع القيادية في مؤتمرها الوطني الخامس في دمشق.

## نبذة عن حياته
ولد أبو ماهر اليماني في قرية سحماتا التابعة لقضاء عكا في الجليل الأعلى، ونشأ في عائلة مكونة من 13 فردًا (ثمانية ذكور وثلاثة إناث). متزوج وأب لعائلة مكونة من ثمانية أفراد. تلقى علومه الابتدائية في مدرستي سحماتا وترشيحا، ثم انتقل إلى صفد وعكا لمتابعة دراسته الثانوية، ليتخرج بعدها من الكلية العربية في القدس.عمل في دائرة الزراعة الحكومية في عكا، وفي دائرة الأشغال العامة في حيفا.
شغل منصب أمين سر النقابات المركزية لعمال وموظفي دائرة الأشغال العامة، وشغل منصب أمين سر فرع جمعية العمال العربية الفلسطينية في يافا، وفي حيفا عمل على تنظيم نقابات جمعية العمال العربية الفلسطينية.
مارس مهمات نضالية على الصعيد الشعبي في فلسطين قبل النكبة فكان أميناً لسر اللجنة الشعبية المحلية لقرية سحماتا وأميناً لسر اللجنة المركزية في لواء الجليل الأعلى. لجأ إلى لبنان مع عائلته في أثناء نكبة فلسطين، وتنقل في أكثر من قرية إلى أن استقر في طرابلس. عمل مدرساً ومربياً فتنقل في العديد من المدارس في أكثر من منطقة في لبنان، فكان مدرساً في كلية التربية والتعليم في طرابلس ومن ثم مديراً لعدة مدارس في بعلبك وفي مخيم عين الحلوة ومخيم برج البراجنة، ومشرفاً على المدرسة الثانوية اللبنانية في برج البراجنة.

## نشاطه السياسي
التحق أبو ماهر في ميدان العمل النضالي في الميدان العسكري فشارك في تأسيس المنظمة العسكرية لتحرير فلسطين في العام 1949، وأحد مؤسسي الفرع العسكري في حركة القوميين العرب.
شارك في تأسيس شعبة فلسطين في حركة القوميين العرب (الشباب العربي الفلسطيني)، وكان عضو قيادة الفرع الفلسطيني في الحركة. وفي ميدان العمل الجماهيري أسس أبو ماهر رابطة الطلاب الفلسطينيين في لبنان وأشرف عليها، كما شارك في تأسيس اتحاد عمال فلسطين في لبنان، بالإضافة إلى مساهمته في تأسيس اللجان الشعبية في المخيمات الفلسطينية في لبنان وشكل ما يسمى التجمع الرباعي غير الرسمي مع رفعت النمر و د.صلاح الدباغ، ود.أنيس الصايغ. شغل منصب نائب الأمين العام للإتحاد العام لعمال فلسطين ومندوبا للاتحاد في الأمانة العامة للاتحاد العام الدولي لنقابات العمال العرب في القاهرة. شارك في تأسيس الكشاف العربي الفلسطيني في لبنان. شغل منصب أمين سر رابطة المعلمين الفلسطينيين في لبنان.
استغرق العمل النضالي والسياسي حياة أبي ماهر اليماني فكان أحد مؤسسي الجبهة الشعبية لتحرير فلسطين وواحداً من أبرز قياداتها منذ تأسيسها، فكان عضواً في المؤتمر الأول للجبهة الشعبية، وعضو القيادة المركزية، وعضو لجنتها المركزية وفي المكتب السياسي.
شغل منصب أمين سر جبهة القوى الفلسطينية الرافضة للحلول الاستسلامية التي شُكلت في أواسط سبعينيات القرن العشرين وأمين سر جبهة الإنقاذ الوطني الفلسطيني في العام 1986. مثل الجبهة في اللجنة التنفيذية لمنظمة التحرير الفلسطينية فكان مسؤولاً عن دائرة التنظيم الشعبي ورئيس دائرة شؤون العائدين وعضواً في المجلس الوطني الفلسطيني؛ وعضوًا في اللجنة التنفيذية لمنظمة التحرير الفلسطينية حتى عام 1987.

## نشاطه في التأليف والكتابة
اختار أبو ماهر اليماني أن يترك ميدان العمل السياسي المباشر بعد أن بلغ مرحلة متقدمة من العمر، وتفرغ لميدان الكتابة في محاولة لتوثيق تجربته فألّف عدة كتب حملت عنوان "تجربتي مع الحياة"، في سلسلة تناولت تجربته في فلسطين، في دنيا الشتات، في ميدان العمل التنظيمي الجماهيري والمهني، والتجربة في إطار حركة القوميين العرب.

## وفاته
توفي في بيروت يوم 4 يناير/كانون الثاني 2011 عن عمر يناهز 86 عامًا. ونعت الجبهة الشعبية لتحرير فلسطين الراحل اليماني، كما نعته منظمة التحرير الفلسطينية وحركة الجهاد الإسلامي وجبهة التحرير الفلسطينية وأبناء مخيمات الشتات. وري الثرى في مقبرة الشهداء في بيروت.